# 目標式廣告

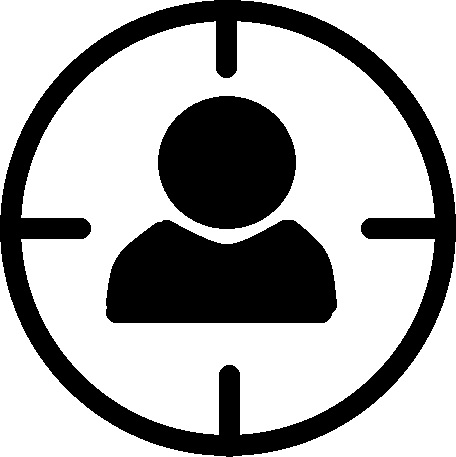
目標式廣告的標誌

目標式廣告是指廣告主针对特定用戶投放廣告。這些用戶的特征包括种族、经济状况、性别、年龄、教育水平、收入水平和兴趣。廣告主也會根據用戶的浏览器瀏覽記錄、购买記錄投放廣告。